# TCDD-Baureihe HT65000

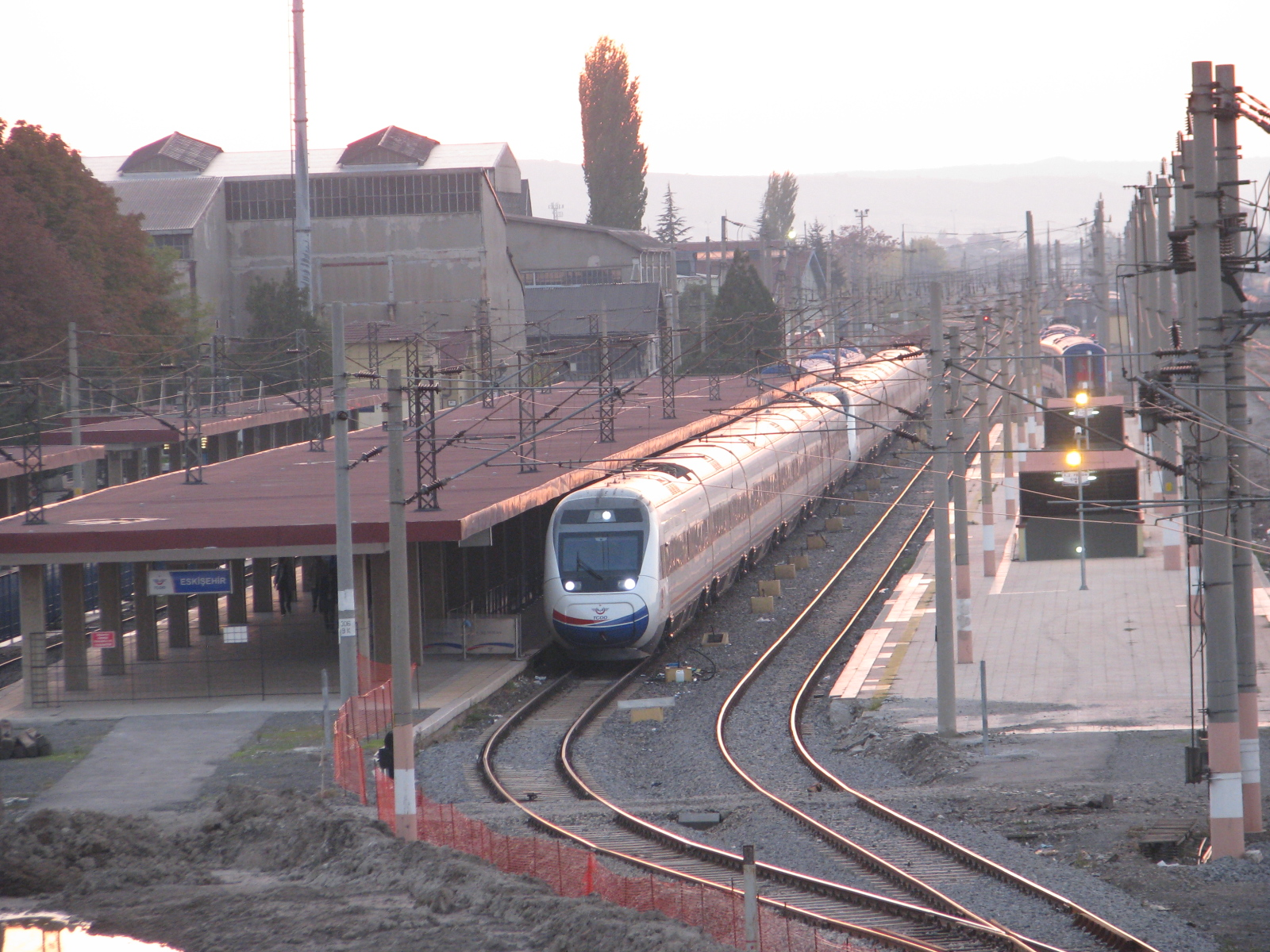
Doppeltraktion in Eskişehir

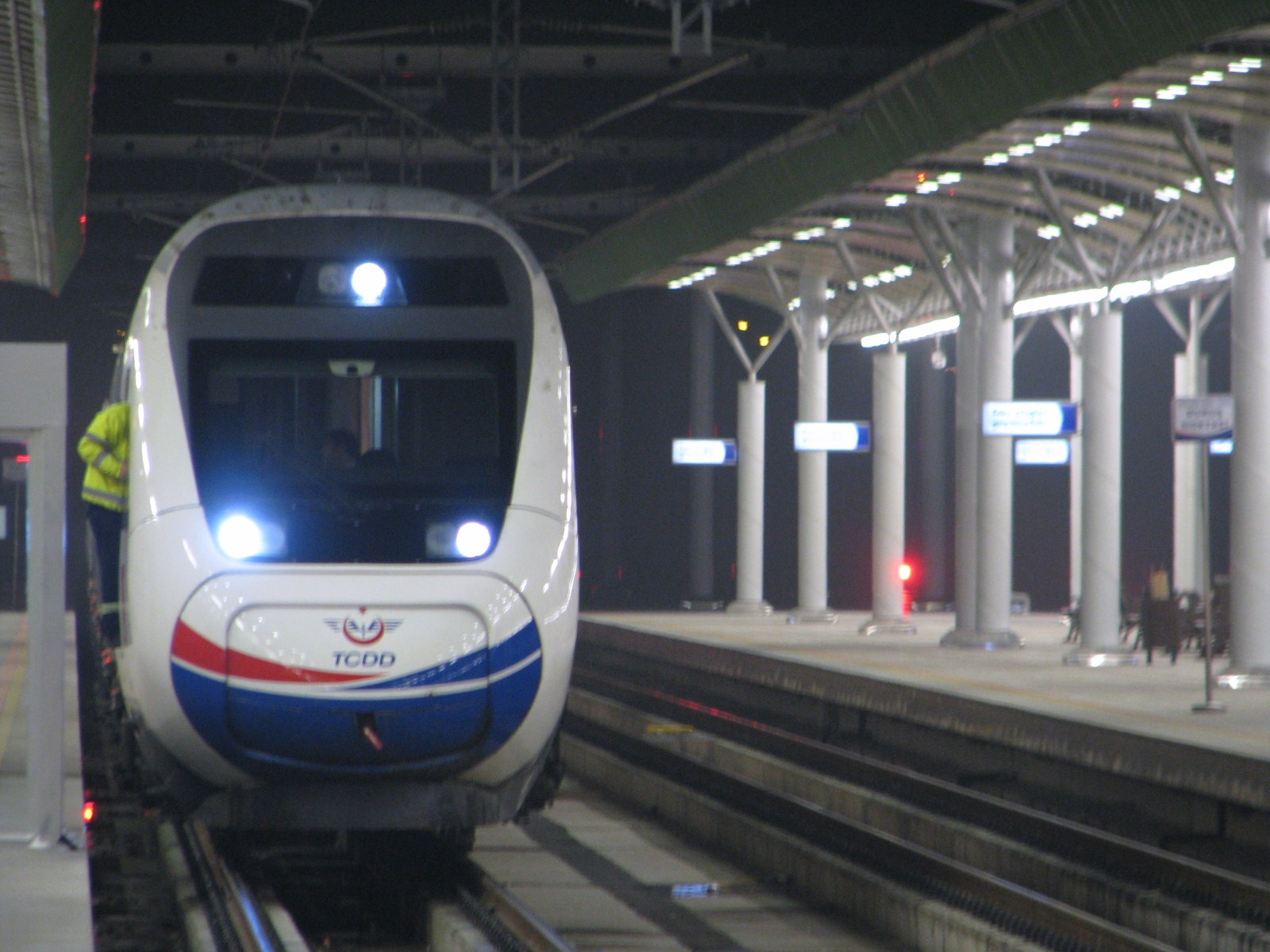
Blick auf die Zugfront bei Nacht im Bahnhof von Konya

Die TCDD-Baureihe HT65000, auch Yüksek Hızlı Tren (YHT), ist eine Baureihe von Hochgeschwindigkeitszügen der türkischen Staatsbahnen (TCDD). Sie sind für die Hochgeschwindigkeitsstrecke Ankara–Istanbul vorgesehen und wurden von CAF gebaut.

## Geschichte
Nachdem die türkische Regierung 2001 dem Bau einer Neubaustrecke zwischen der größten türkischen Stadt Istanbul und der türkischen Hauptstadt Ankara zugestimmt hatte, suchte man nach einem passenden Fahrzeug, als welches dann die von CAF entwickelte HT65000 ausgewählt wurde.
Ende 2005 bestellten die TCDD zehn sechsteilige Triebzüge bei CAF. Der Auftragswert lag bei rund 180 Millionen Euro. Der erste Triebzug traf am 20. November 2007 bei der TCDD ein und wurde bis zur Eröffnung des ersten Teilstückes Esenkent–Eskişehir im März 2009 unter anderem für Erprobungsfahrten genutzt. Eigentlich sollte die Eröffnung dieses Teilstücks nahezu zeitgleich mit dem Eintreffen der Züge im Jahr 2007 geschehen. Inzwischen sind 12 Fahrzeuge an die TCDD übergeben worden, zwei mehr als in der ursprünglichen Bestellung vorgesehen. Wenn die komplette Strecke oder weitere Teilstücke in Betrieb gehen, ist eine Nachbestellung weiterer Garnituren wahrscheinlich; ob diese dann in Form von HT65000 ausgeliefert werden, ist fraglich.

### Finanzierung
Die TCDD finanzieren ihre Fahrzeuge der Baureihe HT65000 durch Darlehen, welche eine Laufzeit von 22 Jahren haben.

## Konstruktion und Ausstattung
Die TCDD-Baureihe HT65000 basiert auf der spanischen RENFE-Baureihe 120, welche ebenfalls vom Hersteller CAF gefertigt wurde. Der Hauptunterschied besteht darin, dass die TCDD-Baureihe HT65000 nur regelspurig ausgelegt worden ist, auf die in Spanien notwendige Umspurbarkeit konnte verzichtet werden.
Die Wagenkästen bestehen aus Aluminium. Eine Zugeinheit besteht aus jeweils sechs Wagen, wovon zwei Steuerwagen und vier Zwischenwagen sind. Die Steuerwagen sind, ähnlich wie beim deutschen ICE 3 mit Sitzen bestuhlt, sodass alle sechs Wagen für die Fahrgastbeförderung eingesetzt werden können.
Die Fahrzeuge sind neben dem normalen türkischen Zugbeeinflussungssystem für Altbaustrecken auch mit ETCS Level 1 ausgestattet, welches auf der Neubaustrecke eingesetzt wird. ETCS steht für European Train Control System, dieses wurde in Europa entwickelt, um die verschiedenen Zugbeeinflussungssysteme langfristig zu ersetzen und somit zu vereinfachen und darüber hinaus die Leistungsfähigkeit der Strecke zu verbessern. ETCS wird jedoch derzeit lediglich auf Hochgeschwindigkeitsstrecken, wie zum Beispiel der Hochgeschwindigkeitsstrecke von Ankara nach Istanbul eingesetzt, da eine flächendeckende Umrüstung sehr teuer und aufwendig ist.
Die Züge, die Spitzengeschwindigkeiten von 250 Kilometern in der Stunde erreichen können, sind für den Betrieb mit 25 kV / 50 Hz Wechselspannung ausgelegt. Die Stromzufuhr erfolgt über Einholm-Dachstromabnehmer. Die Gesamtlänge einer Triebzugeinheit beträgt 158,92 Meter.

### Fahrgasträume
Die Fahrzeuge des Typs HT65000 sind mit Sitzen der Economy- und Business Class bestückt. Insgesamt befinden sich im Zug 55 Sitze der Business Class, 354 Sitze in der Economy Class sowie zwei Plätze für Passagiere mit Handicap. Die Economy Class verfügt über eine Sitzkonfiguration von 2+2, in der Business Class sind in einer Reihe 3 Sitze (2+1) angelegt. Die Züge sind vollklimatisiert und mit zahlreichen Fahrgastinformationssystemen sowie einem in den Vordersitz integrierten Touchscreen für das Unterhaltungsprogramm ausgestattet. Des Weiteren gibt es ein Bordbistro.

## Einsatz
Die zwölf Zugverbände werden derzeit ausschließlich auf der Hochgeschwindigkeitsstrecke von Ankara nach Istanbul eingesetzt. In Istanbul sollten die Züge ursprünglich ihre Fahrt im dortigen Bahnhof Istanbul Haydarpaşa beenden. Der letzte Bauabschnitt bis Haydarpaşa ist bisher nicht fertiggestellt (Stand 01/2015), so dass die Fahrten zunächst bereits im Bahnhof Pendik enden. Inzwischen ist der Bahnhof Halkalı der Endpunkt. In Ankara dient der Bahnhof Ankara als Station.
Die Züge beförderten vom 13. März 2009 bis zum 11. März 2010 auf dem einzigen zu dieser Zeit in Betrieb befindlichen Abschnitt zwischen Esenkent und Eskişehir mit einer Länge von 206 Kilometern zirka 1.250.000 Passagiere auf insgesamt etwa 4500 Fahrten. Das ergibt rein rechnerisch eine Auslastung von zirka 275 Fahrgästen je Zug.